# うお座
うお座（うおざ、魚座、Pisces）は、黄道十二星座の1つ。トレミーの48星座の1つでもある。最も明るい星でも4等星と、あまり目立たない星座である。ペガススの大四辺形の南にある、γ星、7番星、θ星、ι星、19番星、λ星、κ星が形作る環状のアステリズムは、欧米では Circlet と呼ばれる。21世紀現在、ω星の約7°南に春分点がある。

## 主な天体

### 恒星
以下の9個の恒星には国際天文学連合 (IAU) によって固有名が認証されている。
- α星：4.11等[3]のA星と5.1等[4]のB星からなる連星系で、A・Bのどちらも分光連星の可能性を示唆されている。A星にはアラビア語で「ひも」を意味する言葉に由来する「アルレシャ[5](Alrescha[2])」という固有名が付けられている[6]。
- β星：5等星（4.52等[7]）で、Circletの西、西の魚の口の位置に見える。「フムアルサマカ[8](Fumalsamakah[2])」という固有名がある。
- ζ星：5等星[9]。A星には、ヒンドゥーの月宿「ナクシャトラ」の第26宿レーヴァティ (Revati) に由来する「レーヴァティ (Revati[2])」という固有名が付けられている。
- η星：4等星（3.620等[10]）ながら、うお座で最も明るい恒星。A星には「アルフェルグ[8](Alpherg[2])」という固有名が付けられている。
- ο星：4等星[11]。A星には「トルクラー[8](Torcular[2])」という固有名が付けられている。
- HD 1502：IAUの100周年記念行事「IAU100 NameExoworlds」でハイチに命名権が与えられ、主星はCitadelle、太陽系外惑星はIndépendanceと命名された[12]。
- HD 8574：IAUの100周年記念行事「IAU100 NameExoworlds」でフランスに命名権が与えられ、主星はBélénos、太陽系外惑星はBélisamaと命名された[12]。
- HD 218566：IAUの100周年記念行事「IAU100 NameExoworlds」でシリアに命名権が与えられ、主星はEbla、太陽系外惑星はUgaritと命名された[12]。
- WASP-32：IAUの100周年記念行事「IAU100 NameExoworlds」でシンガポールに命名権が与えられ、主星はParumleo、太陽系外惑星はViculusと命名された[12]。

上記以外に知られている恒星には以下のものがある。
- ヴァン・マーネン星：太陽系から約14.07 光年の距離にある白色矮星[13]。連星系ではなく単独で存在する白色矮星としては太陽系に最も近い。

### 星団・星雲・銀河

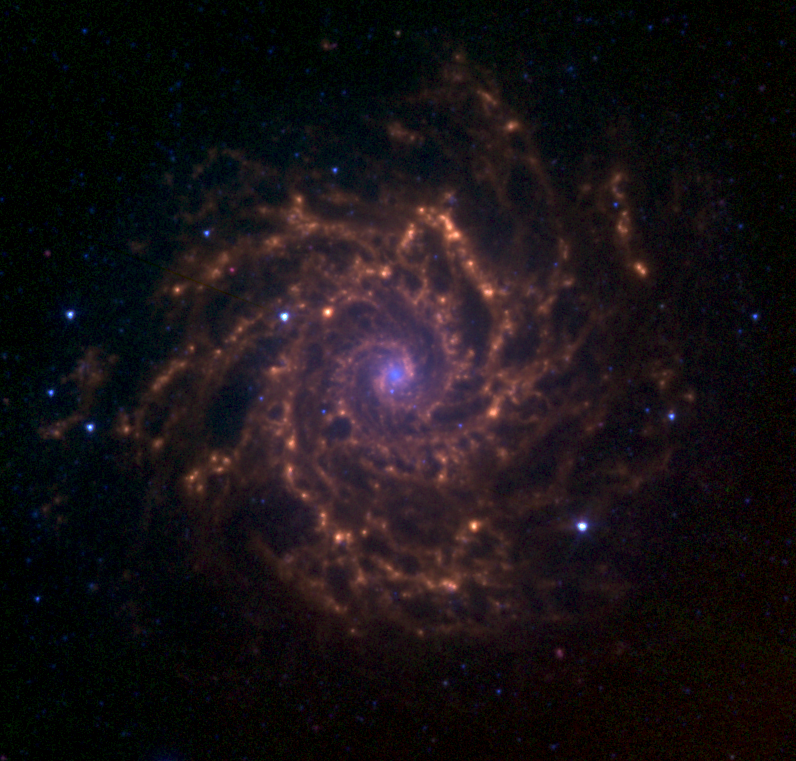
渦巻銀河M74

- M74：渦巻銀河（Sc型）。η星の北東方向付近にある。光度は9.8等と暗い。

## 由来と歴史
うお座は古代メソポタミア文明に由来する星座とされる。2匹の魚とそれから伸びる紐は、チグリス川とユーフラテス川をあらわし、紐が魚に繋がっているのは2本の川が合流することを表している。2匹の魚の間にあるペガススの大四辺形は、2本の川の間にあるバビロンまたは農地を表しているといわれる。また2匹の魚のうち南の魚をツバメとして描いた図も遺されている。

### 中国
中国の天文では、うお座の星々は二十八宿の室宿、壁宿、奎宿、婁宿にまたがって位置している。室宿では、27・29・33・30の4星が、みずがめ座、やぎ座の星とともに「塁壁陣」という星官を形作る。壁宿では、32・45の2星が土木工事の役人を表す「土公」という星官を成す。β・γ・θ・ι・ωの5星は雷を表す「霹靂」、κ、12、21、λの4星は雲と雨を表す「雲雨」という星官を成している。奎宿では、τ・91・υ・φ・χ・ψ1の6星がアンドロメダ座の星とともに白虎の脚を表す星官「奎」を成している。またδ・ε・ζ・μ・ν・ξ・αの7星は「外屏」という星官を成す。婁宿では、σ・η・π・ο・104の5星が牧畜を管理する役人を表す「右更」という星官を成していた。

## 神話

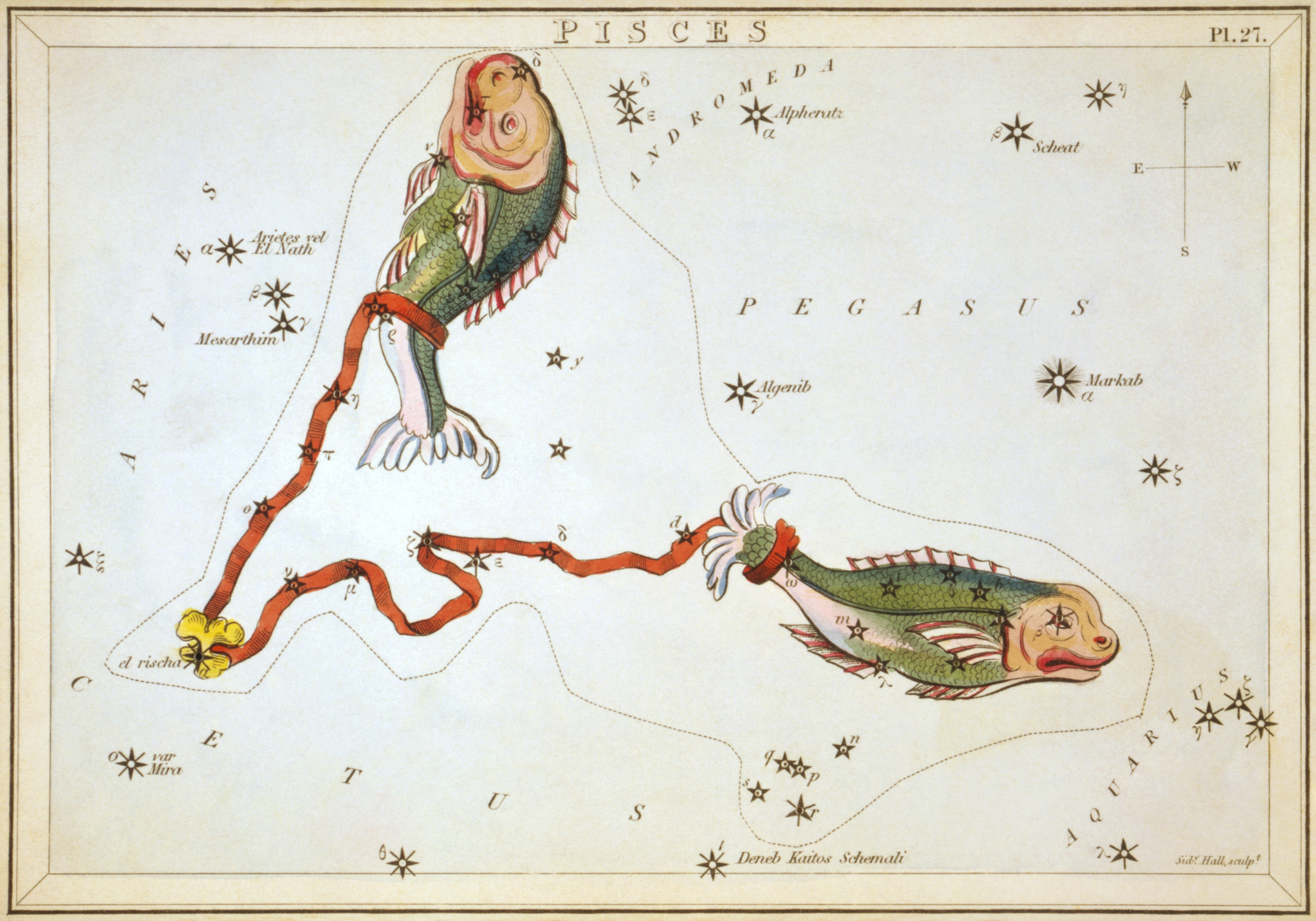
『ウラニアの鏡』に描かれたうお座

紀元前3世紀のギリシャ人学者エラトステネースの著書『カタステリスモイ』では、シリアの女神デルケトーが誤ってマンビジ近くの湖に落ちたときに、彼女を助けた魚が天に上げられたとする神話を伝えている。この神話では、デルケトーを助けた魚はみなみのうお座で、その2匹の子供がうお座であるとしている。
紀元前1世紀の著述家ヒュギーヌスは著書『天文詩』の中で、紀元前4世紀以降の歴史家エリトリアのディオグネトスの伝える話として、美の女神アプロディーテーとその子エロースにまつわる神話を紹介している。アプロディーテーとエロースがユーフラテス川の近くを訪れたところ、突然、怪物テューポーンが現れた。驚いた2人は川に飛び込み、魚に姿を変えて逃げた。また、ヒュギーヌスは著書『神話集』の中で、ユーフラテス川に落ちた鳩の卵を助けた2匹の魚をアプロディーテーが記念して星座とした、とする話を伝えている。

## 呼称と方言
ラテン語の学名では Pisces と複数形となっている。これは2匹の魚と見做されていたことに由来しており、アラビア語名でも al-Samakatān （アッ゠サマカターン）と双数形をとっている。現代中国名（中文名）でも双魚座と呼ばれる。
日本では、1879年（明治12年）にノーマン・ロッキャーの著書『Elements of Astronomy』を訳した『洛氏天文学』が刊行された際に「魚」という訳語が充てられた。その後は「雙魚」という訳語が使われるようになり、1908年（明治41年）4月に創刊された日本天文学会の会誌『天文月報』でも同年8月第5号から「雙魚」とした星図が掲載されていたが、1910年（明治43年）2月に訳語が改訂された際に「雙魚」から「魚」に変更されている。戦後の1952年（昭和27年）7月、日本天文学会は「星座名はひらがなまたはカタカナで表記する」とした。このときに、Pisces の訳名は「うお」と定まり、以降この呼び名が継続して用いられている。